# カメラカメン
カメラカメン（CAMERACAMEN、1970年1月27日 - ）は、日本の写真家、映像作家、詩人、俳優。
東京都世田谷区出身。

## 主な作品
著書
- 早乙女太一写真集『13⇔15』(ワニブックス）
- 『自分に魔法をかける本』（サンマーク出版）
- 『大地の染織』フォトグラフ（繊研新聞社）
- 『美しい人へ』全篇撮りおろし（僕出版）

映像
- 『cameracamen films』シリーズ

## 撮影した著名人
- 早乙女太一
- 宮崎あおい
- 武田真治
- マイク・ベルナルド
- KICK THE CAN CREW
- 来栖あつこ
- 旭鷲山
- 船井幸雄
- 狗飼恭子
- 鮎川誠
- 服部茂章
- 古都ひかる
- 大森美香
- 橘大五郎
- 郷ちぐさ
- 稲本潤一

## 出演
- 『cameracamen films』シリーズ
- 『カメラカメンと水沢彩のHappy Ameba』